# Peněžní zásoba
Peněžní zásoba, peněžní nebo měnový agregát je nabídka peněz, přesněji celkové množství peněz dostupných v ekonomice v daném okamžiku. Existuje několik typů peněžní zásoby, lišících se šíří pojmového vymezení peněz s určitým stupněm likvidity. Obvykle se má peněžní zásobou na mysli souhrn aktiv s nejvyšší mírou likvidity, tedy oběživo kolující v národním hospodářství jednoho státu nebo v měnové unii států (bankovky a mince), které nejsou v bankách a takzvané vklady na požádání (vklady u finančních institucí).
Změny peněžní zásoby souvisí s cenovou hladinou, inflací, měnovým kurzem a hospodářským cyklem. Státní, případně nadstátní měnové orgány (národní centrální banky a centrální banky měnových unií) údaje o peněžní zásobě zaznamenávají a publikují. Tyto údaje jsou sledovány odbornou veřejností, především finančními analytiky. Centrální banky používají určité regulační nástroje, kterými přímo a účinně ovlivňují růst nebo pokles peněžních zásob.

## Měnové agregáty

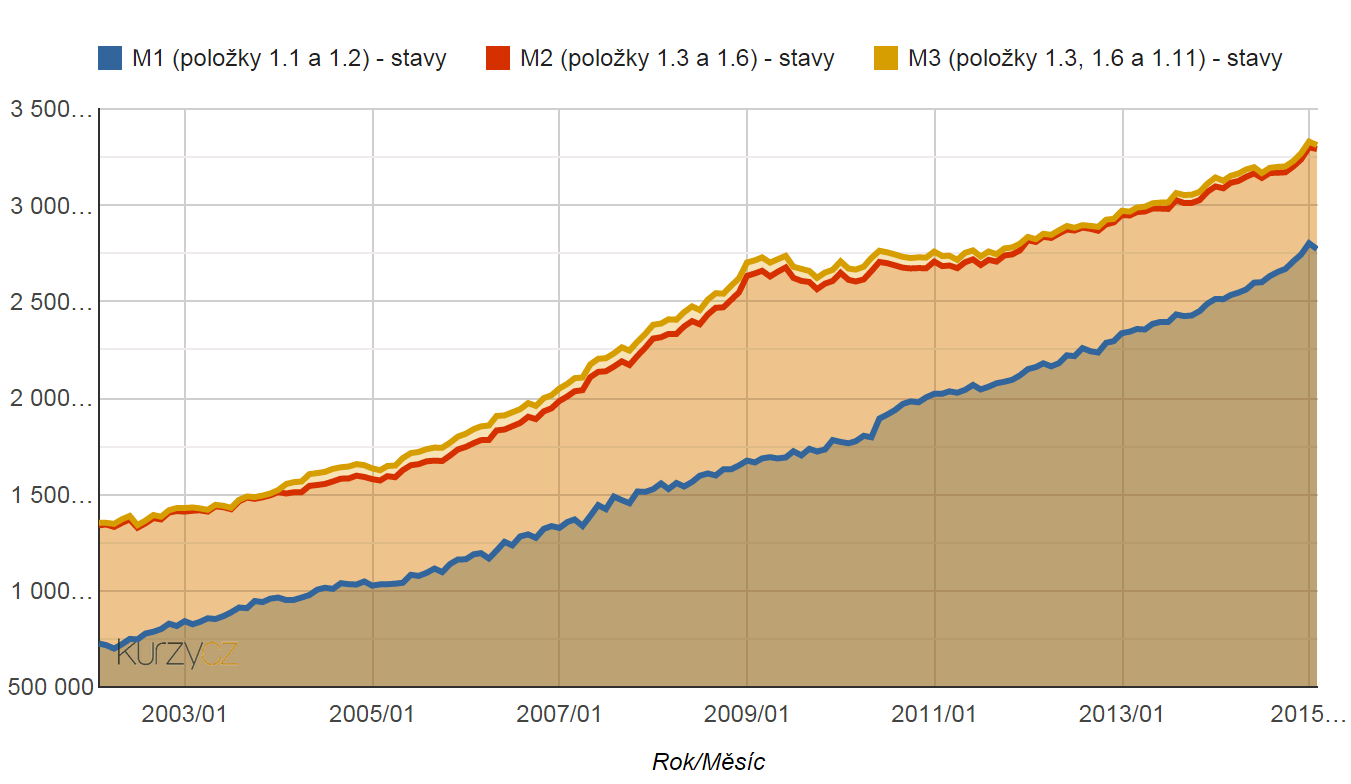
ČNB, vývoj agregátů M1, M2, M3

K měření množství peněz v ekonomice se používají měnové agregáty, označované velkým písmenem M a číslicí od 1 do 5. Např. M1 označuje peníze v nejužším vymezení, jde o agregát s největší likviditou, a každý další agregát představuje pojetí širší. Měnový agregát vyššího stupně tedy v sobě zahrnuje celý předchozí měnový agregát a navíc i nějaké další, méně likvidní aktivum. Pomocí měnových agregátů je definována empirická definice peněz a pomocí zvoleného agregátu centrální banky měří množství peněz v oběhu. Náplň jednotlivých agregátů může být v různých ekonomikách rozdílná a mění se i v čase, což závisí na centrálních bankách jednotlivých zemí.
| Agregát              | Obsah |
| -------------------- | --- |
| M1 (úzké peníze)     | oběživo (bankovky a mince) v rukách nebankovních subjektů vklady na běžných účtech                                 |
| M2* (střední peníze) | M1 termínované vklady na účtech obchodních bank ostatní vklady v bankách                                           |
| M3 (široké peníze)   | M2 vklady v cizích měnách v domácích obchodních bankách repo operace (poskytnutí úvěru zajištěného cennými papíry) |
| M4                   | M3 vklady v nebankovních institucích v domácí měně krátkodobé cenné papíry v domácí měně                           |
| M5                   | M4 ostatní cenné papíry (dlouhodobé dluhopisy) v domácí měně                                                       |

* Česká národní banka ovšem zahrnuje pod měnový agregát M2 vedle M1 následující aktiva:
- termínované vklady, které nemohou být klienty vybrány před uplynutím předem stanovené doby splatnosti,
- spořicí účty: vklady, které mohou být klienty vybrány až po uplynutí předem sjednané výpovědní lhůty od okamžiku oznámení úmyslu vklad vybrat,
- repo operace: poskytnutí úvěru se zajišťovacím převodem cenných papírů.

## Vlivy působící na peněžní zásobu
Množství peněz je v gesci centrální banky prostřednictvím měnové báze, která v sobě zahrnuje oběživo a vklady komerčních bank u centrální banky. Kromě ovlivňování této báze centrální bankou (viz níže) dochází k tzv. multiplikaci peněz, procesu, při kterém se činností komerčních banky vytvářejí nové peníze. Poměr mezi peněžní zásobou a měnovou bází se nazývá peněžní multiplikátor. Výše multiplikátoru závisí na poměru oběživa, vkladů a rezerv komerčních bank. Tyto poměry jsou ovlivněny mnoha faktory, například úrokovou mírou, výší povinných minimálních rezerv i celkovým stavem ekonomiky.

### Nástroje pro regulaci peněžní zásoby
Centrální banka má několik možností, jak ovlivňovat množství peněz.
- změna množství oběživa: tištění nových bankovek a ražení nových mincí nebo naopak jejich stažení z oběhu
- operace na volném trhu: obchodem s cennými papíry zvyšuje nebo snižuje rezervy komerčních bank a tím dává prostor pro vytvoření nových peněz multiplikací
- změny úrokových sazeb: snížením či zvýšením úrokových sazeb motivuje či demotivuje další subjekty ke spoření a dává prostor pro vytvoření nových peněz multiplikací
- změna míry povinných minimálních rezerv: snížením či zvýšením povinných rezerv působí na rychlost procesu multiplikace[1][2]

## Souvislost s inflací a hospodářským cyklem
Dle kvantitativní teorie peněz je míra inflace v dlouhém období přímo úměrná změně množství peněz v ekonomice.